# 張汝舟 (李清照夫)
张汝舟（?—?），浙江归安人。

## 生平
早年為池阳军中小吏，北宋徽宗崇宁二年（1103年）霍端友榜进士，绍兴元年（1131年），官右承务郎、监诸军审计司官吏。绍兴二年，曾娶寡婦李清照為妻，但不久隨即離婚，甚至因此鬧上公堂。